# Паригуз
Паригуз је вештачко језеро у насељу Ресник, изграђено крајем 1980-их година, познато је и под именом „Ресничко“ језеро. Дугачко је 700 а широко 120 метара.
Раније је туда протицао поток, и на том месту налазило блато за које се веровало да лечи шуљеве, али је због многобројних поплава подигнута брана и направљено језеро да би се поплаве зауставиле. Постоји прича да је овај крај добио име Паригуз након заседе које су Срби направили Турцима у Карађорђево време. Легенда каже да су добили прилично сачме у стражњицама, па отуда такво име.
Данас је језеро богато рибом, а на његовим обалама живе дивље патке и многе друге птице. Паригуз је омиљено место многих излетника и риболоваца. Поред језера се налази омања листопадна шума. На језеру се често одржавају разне манифестације. Једна од већих манифестација је алкохолијада, која почиње у Миљаковцу а завршава се у Реснику, али стално због нереда полиција удаљава учеснике од насеља и они одлазе на Паригуз где остају целу ноћ. У јулу 2004. на Паригузу се одржавао Шкец фест, који је полиција друго вече прекинула.
На Паригузу постоји велики проблем са отпадом, зато што тамо још увек нису постављене кантице и градска чистоћа одатле не односи отпатке. Такође се отпадне воде неколицине околних кућа и стамбених зграда изливају у језеро, загађујући га фекалијама. Једно време су медији и челници општине Раковица најављивали сређивање овог језера, као „туристичког конкурента Ади Циганлији", укључујући и изградњу спортско-рекреативног комплекса, али још увек ништа од тога није остварено. Постоји и предлог за изградњу бициклистичке стазе Раковица-Ресник-Авала, која би ишла обалом Топчидерке и пролазила преко Паригуза.